# Varnostni alarm
Varnostni alarm je sistem  namenjen odkrivanju vlomov, t.i. nepooblaščenih vstopov v stavbo ali prostor. Varnostni alarmi se uporabljajo v stanovanjskih, poslovnih, industrijskih in vojaških objektih z namenom zaščite pred vlomilci ter za preprečevanje poškodb lastnine in oseb. Uporabljajo se za zaščito pred vlomi, krajami in povzročanjem materialne škode, kot tudi za osebno zaščito pred vsiljivci. Avto alarmi prav tako ščitijo vozila, opremo in  stvari, ki jih morebiti pustimo v vozilu. V zaporih pa varnostne sisteme uporabljajo za nadzor zapornikov.
Nekateri alarmni sistemi služijo predvsem kot zaščita pred vlomi, mod tem ko kombinirani sistemi opozarjajo tudi na prisotnost požara. Protivlomni alarmni sistemi so lahko povezani tudi  z video nadzorom zaprtega kroga (CCTV), ki nudijo avtomatsko snemanje aktivnosti vlomilcev ter omogočajo dostop do varnostnih sistemov za avtomatsko zaklepanje vrat. Varnostni sistemi variirajo od majhnih, samostojnih  naprav za ustvarjanje hrupa pa vse do kompleksnih multifunkcijskih sistemom z računalniško vodenim nadzorom. Nekateri omogočajo celo dvosmerno komunikacijo med nadzorno ploščo in sprejemno napravo.